# David Schickler

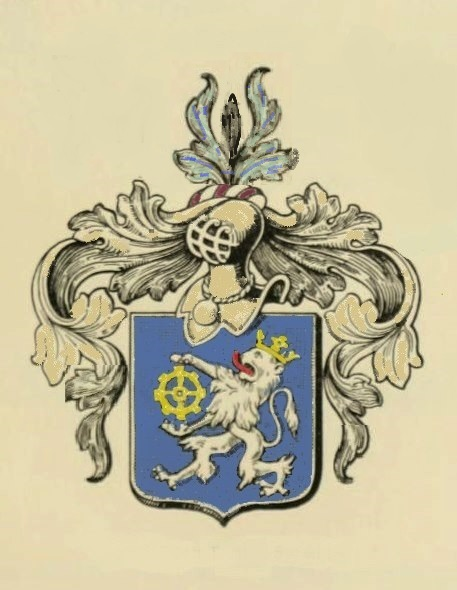
Wappen Familie Schickler

David Schickler (* 2. September 1755 in Berlin; † 3. März 1818 in Eberswalde) war ein Unternehmer und Bankier in Preußen. Er leitete als Vertreter der dritten Generation das 1712 gegründete Bank- und Handelshaus Splitgerber & Daum (ab 1795 unter der neuen Firmierung Gebrüder Schickler).

## Familiengeschichte
David Schickler, benannt nach dem Großvater, dem Gründer David Splitgerber, war wie dieser der Inbegriff eines Handelsherrn und Unternehmers. Beide lenkten – jeder in seiner Zeit – über Jahrzehnte hinweg in alleiniger Verantwortung die Geschicke des Hauses.
Schickler war der Spross einer aus Basel stammenden Pfarrer- und Schulmeisterfamilie. Sein Vater Johann Jacob Schickler hatte 1745 eine Anstellung im Handlungshaus gefunden. Zwei Jahre zuvor war der Partner Splitgerbers Gottfried Adolph Daum gestorben und Splitgerber hatte selbst das vorgerückte Alter von 62 Jahren erreicht. Seine Nachfolge regelte er dergestalt, dass er einige Jahre später seine beiden unmündigen Töchter  mit zweien der tüchtigsten Mitarbeiter verheiratete. Einer dieser Männer war Johann Jacob Schickler. Er bekam die 17-jährige Ernestina Johanna zur Frau. Die zweite Ehe wurde zwischen der dann 18-jährigen Tochter Charlotta Catharina und Friedrich Heinrich Berendes geschlossen. Als Splitgerber 1764 starb, übernahmen die beiden Schwiegersöhne die Leitung des Handelshauses.
Nach Vermögensaufteilung unter den einzelnen Erbengemeinschaften (Daum, Berendes und Splitgerber) und nach dem Ausscheiden von Erben durch Tod oder Abfindung gelangte das Handelshaus schließlich 1795 in das Eigentum der beiden Enkel Splitgerbers, den Brüdern David Schickler und Johann Ernst Schickler, die das Unternehmen daraufhin unter dem eigenen Namen „Gebrüder Schickler“ fortsetzten, wobei David Schickler die Geschäftsführung zufiel. Sein Bruder hatte bereits einige Jahre zuvor seinen Wohnsitz nach Bordeaux verlegt, wo er 1788 Ernestine Elisabeth Streckeisen, Tochter des dortigen Bankiers und preußischen Konsuls Streckeisen – einem ehemaligen Mitarbeiter Splitgerbers in Berlin – geheiratet hatte. Mit dieser Ehe wurde die noch heute bestehende, mehrfach geadelte, französische Linie der Schicklers mit Anspruch auf die Hälfte des Eigentums (ab 1795) am Handelshause begründet. 1820 erfolgte die einvernehmliche Übernahme der anderen Hälfte.

## Unternehmensgeschichte
Der Aufstieg des Handelshauses Splitgerber & Daum aus kleinsten Anfängen zum zeitweilig größten Wirtschaftsunternehmen Preußens ist ohne die Förderung durch die preußischen Könige im Rahmen der merkantilistischen Ordnung nicht denkbar. Zu der über die Jahrhunderte hinweg gewährten Gunst der verschiedenen Herrscher trug die generationsübergreifende Bereitschaft der Unternehmer bei, ihre beträchtlichen Gewinne auch in riskante und schwierige Projekte im Dienste der Landesentwicklung zu stecken. Den Anfang machten die von Friedrich Wilhelm I., dem „Soldatenkönig“, im Rahmen seiner Autarkiebestrebungen gegründeten königlichen Manufakturen.
Mit der Pacht dieser Werke förderten Splitgerber & Daum zwar wunschgemäß das inländische Gewerbe und damit auch die weitere Ansiedelung von Fachkräften, doch büßten sie ihre unternehmerische Freiheit ein und setzten sich den willkürlichen Eingriffen des Hofes aus, der sich sogar das Recht anmaßte, in einer familiären Auseinandersetzung Partei zum Schaden des Handelshauses zu ergreifen.
Außerdem blieben die erhofften Gewinne weitgehend aus. Gründe hierfür waren die von der Krone festgesetzten hohen Monopol-Preise bei gleichzeitiger schlechter Qualität der Erzeugnisse, aber auch die fehlende Kompetenz der Unternehmer und das konfliktbeladene Dreiecksverhältnis zwischen der Krone, den Arbeitern und den Pächtern. Zu den gepachteten Werken gehörten u. a. verschiedene Betriebe zur Herstellung von Metallerzeugnissen (aus Kupfer, Messing, Eisen- und Stahl). Das anfänglich auf königliche Rechnung betriebene Eisen- und Stahlwerk Neustadt-Eberswalde war so unrentabel, dass der König es erst unentgeltlich verpachtete und dann verschenkte, allerdings mit der Auflage, es unter seinen Bedingungen fortzuführen. Das Ende dieses Zwangsverhältnisses (1824) läutete auch das Ende des Werkes ein (1836). Eine Ausnahme bildete das Messingwerk, bei dem jährlich etwa 20.000 Taler Reingewinn erzielt wurden.
Ein profitables Geschäft war auch die gepachtete Königliche Gewehrfabrik Potsdam-Spandau, wobei sich neben der ebenfalls heiklen Anwerbung von Fachkräften – hauptsächlich aus Lütticher Waffenfabriken – hier mehrfach andere Schwierigkeiten ergaben. Einerseits setzte der König die Preise fest, andererseits zahlte er die Rechnungen nach Gutdünken. Antwort des Königs auf eine devote Zahlungserinnerung:
 „Der Herr wird Geld kriegen, wann es Zeit sein wird. Er und seine Konsorten belieben sich zu gedulden“.
Außerdem wurden die Aufträge stoßweise erteilt (in Zeiten der Aufrüstung und der Kriege), während in den dazwischenliegenden Friedensjahren der Facharbeiterstamm gehalten und weiter bezahlt werden musste. 1810 waren Gebrüder Schickler durch königliche Intervention gezwungen, einen Verlust von 30.000 Talern abzubuchen, die sie als Lohnvorschüsse gezahlt hatten und nun nicht verrechnen durften. Die Gewehrfabrik wurde 1852 an den Staat zurückgegeben. Auf Betreiben des Hofes beteiligten sich Splitgerber & Daum auch an risikoreichen überseeischen Unternehmungen.
Das ertragreichste Geschäft aber blieb das Handelshaus mit Verbindungen zu fast allen europäischen Handelsplätzen und eigener Hochseeflotte. Im Handel mit Rohstoffen und Fertigerzeugnissen nahmen Lieferungen für den militärischen Bedarf jahrelang einen vorderen Platz ein. Vor allem die Schlesischen Kriege brachten Umsatzsteigerungen und beträchtliche Gewinne, die sowohl das Eigenkapitel des Handelshauses stärkten als auch die Privatvermögen der Unternehmer vermehrten.
Zu den äußerst lukrativen Eigengründungen gehörten die vier Zuckerfabriken in Berlin und Bromberg, die mit weiteren, dazugekauften Anlagen (z. B. Minden,) ein fast flächendeckendes Absatzmonopol für die preußischen Lande besaßen.
Im Rahmen des 1712 gegründeten Handelshauses wurden von Beginn an auch Geschäfte mit Edelmetallen, Münzen und Wertpapieren betrieben, wodurch Splitgerber & Daum als die älteste Bank Preußens gilt. Auf die Zeit als Hofbank unter Friedrich Wilhelm I. und Friedrich dem Großen folgte jedoch unter den Nachfolgern eine Abkühlung der Beziehungen. Das Bankhaus blieb aber weiterhin erste Adresse für aristokratische und vermögende Kreise und entwickelte sich zu einer der führenden und angesehensten Privatbanken Preußens. In späteren Jahren vermittelte das Bankhaus mehrere großvolumige Staatsanleihen – auch im Rahmen des Preußenkonsortiums – und war an Finanzierungen im Zuge der beginnenden Industrialisierung und des Eisenbahnbaus beteiligt. 1910 erfolgte die Fusion zum Bankhaus Delbrück, Schickler & Co.

## Die Ära David Schickler
Unmittelbar vor der Übernahme durch die Brüder Schickler hatte das Handelshaus in den Jahren 1793–1795 einen Totalverlust von 460.000 Talern aus den Geschäften mit französischen Partnern zu verzeichnen, die infolge der Wirtschaftskrise im Zuge der Revolution 1789 in Konkurs gegangen waren.  Von den Schiffen hatte man sich nach und nach getrennt. Das letzte Schiff konnte 1795 verkauft werden.
David Schickler setzte den bereits in den 1780er Jahren begonnenen Rückzug aus den staatlichen Unternehmungen (Messingwerk und Kupferwerk 1786) fort. Dagegen leitete er die Expansion des Handelshauses mit der Gründung der Niederlassung in Stettin (1797) und die Ausrichtung auf das reine Bankgeschäft ein. 1803 wurde die Handels- und Bankfiliale in Bromberg eröffnet. Nach Fortfall des Zuckermonopols (1787) konnte zwar die führende Marktposition behauptet werden, doch 1797 erfolgte der Verkauf der ersten Zuckerfabrik. Die Zuckerherstellung in Minden wurde 1809 ersatzlos aufgegeben. 1818 folgte die Fabrik in Bromberg.
Der größte Einschnitt jedoch war der 1806 erfolgte Zusammenbruch Preußens durch den Sieg Napoleons und die jahrelange französische Fremdherrschaft. Das Bank- und Handelshaus Gebrüder Schickler war von dieser Krise in besonderer Weise betroffen, denn es geriet mit seiner deutsch-französischen Eigentümerstruktur zwischen die Fronten. Einerseits wurden Zweifel an der Zuverlässigkeit geäußert, andererseits erlitt das Haus durch die Franzosen beträchtliche Schäden. Sie beschlagnahmten Gewehre, legten die Fabrik still, raubten Rohstoffe und zerstörten bei ihrem Abzug Produktionsanlagen. Der Verlust an Gewehren betrug 78.000 Taler und verzehrte damit den Gewinn der letzten zehn Geschäftsjahre der Waffenfabrik.
Schließlich verlor das Haus Schickler einen Teil seines Vermögens, als es durch die an Frankreich zu zahlenden Kontributionen mehrfach in Anspruch genommen wurde.
In den folgenden Jahren vor und während der Befreiungskriege war das geschwächte Bankhaus trotzdem in der Lage, dem preußischen Staat, der Kurmark und der Stadt Berlin bedeutende Kredite einzuräumen, die sich bis zum Jahr 1813 auf insgesamt 340.000 Taler (davon etwa 100.000 Taler aus Gewehrlieferungen) summierten. Schon 1808 waren Gebr. Schickler zusammen mit den Bankhäusern Gebr. Benecke und S. M. Levys Erben an einem Darlehen über 500.000 Taler an Preußen beteiligt.
Die Anstrengungen der Gebrüder Schickler wurden vom König Friedrich Wilhelm III. mit Kabinetts-Order vom 1. November 1813 rückblickend gewürdigt:
 „...erneuere ich die Versicherung, dass ich die patriotischen Gesinnungen, welche Sie bei mehreren Gelegenheiten zu Tage gelegt haben, mit Wohlgefallen anerkenne“.
Mit dem Tod David Schicklers 1818 endete der Einfluss der „preußischen“ Linie der Schicklers auf das Bankhaus, denn der einzige Erbe, der Sohn David Schickler jun., verzichtete auf die Geschäftsführung und trat 1820 seinen hälftigen Eigentumsanteil gegen eine Abfindung von 500.000 Talern ab, wodurch das Bank- und Handelshaus vollständig an die französische Linie ging.

## Persönliches
David Schickler trat auch als Gartenliebhaber in die Fußstapfen seines Großvaters. Dieser hatte bereits in den ersten Jahren nach der Gründung im Rahmen des Handelshauses ein eigenes Konto für Gärten eingerichtet. Seine Gärten galten den Zeitgenossen als Sehenswürdigkeiten, so der bis zur Spree reichende Garten hinter dem Splitgerberschen Palais mit der Adresse Quarrée Nr. 5 am Brandenburger Tor (heute Pariser Platz 5 mit halbiertem Grundstück und der Botschaft Frankreichs) und der von den Truchsess-Waldburgschen Erben übernommene und erweiterte Barockgarten, der heute Teil des Kölnischen Parks ist. Vermutlich gab es an jedem Unternehmensstandort bewunderte Gärten, wie zum Beispiel in Neustadt/Dosse.
David Schickler übertraf seinen Großvater allerdings mit den Schicklerschen Gärten in Eberswalde, die er der Stadt zum Geschenk machte. Die von ihm angelegte Wasserfall-Landschaft geriet zur touristischen Attraktion und zog auch zahlreiche Besucher aus Berlin an, für die später eine eigene Bahnstation (Wasserfall) eingerichtet wurde.
Die Besucher aus nah und fern verewigten sich in seinem Gäste- und Fremdenbuch. Unter den bekanntesten Besuchern waren der preußische Finanzminister Carl August von Struensee, Daniel Chodowiecki und Friedrich Delbrück mit den beiden jungen preußischen Prinzen Friedrich Wilhelm (nachmaliger König Friedrich Wilhelm IV.) und Wilhelm (nachmaliger Kaiser Wilhelm I.). Die Schicklerschen Gärten waren die Keimzelle des Zoologischen Gartens von Eberswalde.

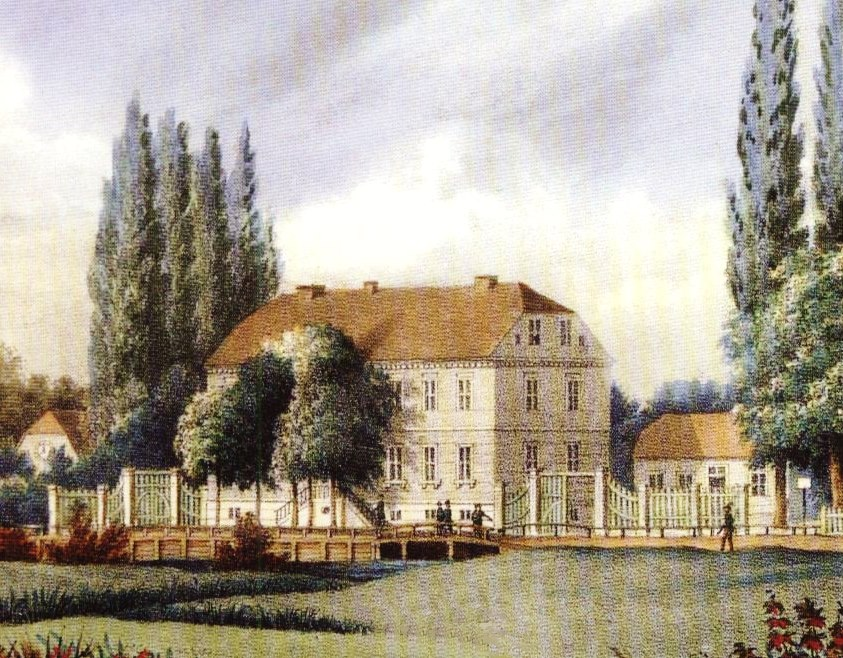
Wohnhaus von David Schickler (etwa 1795)

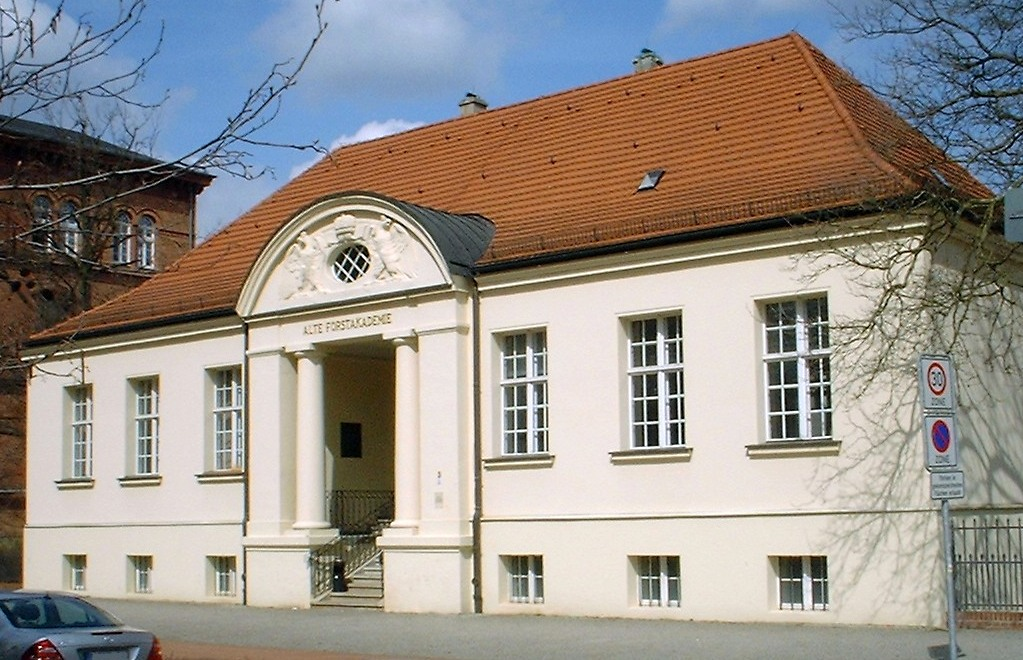
Alte Forstakademie

Seit 1793 besaß David Schickler ein Haus in Eberswalde, in dem er 1818 auch starb. Das Haus ist 1830 vom preußischen Staat für die von Berlin nach Eberswalde verlegte Forstakademie erworben worden. Der ursprünglich zweigeschossige Bau wurde 1913 um ein Geschoss reduziert, im Eingangsbereich verändert und steht heute unter Denkmalschutz.

## Ehrungen
1817 Ehrenbürger von Eberswalde

1846 Schicklerstraße in Eberswalde

1889 Schicklerstraße in Berlin